# Chikkavoddaragudi, Krishnarajanagara
Chikkavoddaragudi là một làng thuộc tehsil Krishnarajanagara, huyện Mysore, bang Karnataka, Ấn Độ.